# Rancho Ramos
Rancho Ramos är en ort i Mexiko.   Den ligger i kommunen Tecate och delstaten Baja California, i den nordvästra delen av landet, 2 300 km nordväst om huvudstaden Mexico City. Rancho Ramos ligger 286 meter över havet och antalet invånare är 130.
Terrängen runt Rancho Ramos är huvudsakligen kuperad. Rancho Ramos ligger nere i en dal. Runt Rancho Ramos är det ganska tätbefolkat, med 230 invånare per kvadratkilometer. Närmaste större samhälle är Tecate, 19,0 km norr om Rancho Ramos. Omgivningarna runt Rancho Ramos är i huvudsak ett öppet busklandskap.